# Liste der Präsidenten der Großen Nationalversammlung der Türkei
Die folgende Liste listet die Präsidenten der Großen Nationalversammlung der Türkei auf. Das Amt wird seit Februar 2019 von Mustafa Şentop (AKP) ausgeführt.
Das Parlament der Türkei ist die Große Nationalversammlung der Türkei (Türkisch: Türkiye Büyük Millet Meclisi). Seit der Gründung im Jahre 1920 wurde das Parlament nach Militärputschen mehrmals umbenannt.

## Aufgaben des Parlamentspräsidenten
Wenn der Präsident der Türkei sich im Ausland befindet oder aus gesundheitlichen Gründen seine Geschäfte nicht wahrnehmen kann, übernimmt der Parlamentspräsident seine Funktionen. Dies tut er solange, bis der Präsident wieder seine Geschäfte übernehmen kann. Falls der Präsident stirbt oder zurücktritt, übernimmt ebenfalls der Parlamentspräsident seine Funktionen.

## Liste der Präsidenten der Großen Nationalversammlung der Türkei
|                           | Bild | Name                     | Amtsbeginn        | Amtsende           | Partei                     |
| Große Nationalversammlung |      |                          |                   |                    |                            |
| 1                         |      | Mustafa Kemal Atatürk    | 24. April 1920    | 29. Oktober 1923   | Cumhuriyet Halk Partisi    |
| 2                         |      | Ali Fethi Okyar          | 1. November 1923  | 22. November 1924  | Cumhuriyet Halk Partisi    |
| 3                         |      | Kâzım Özalp              | 26. November 1924 | 1. März 1935       | Cumhuriyet Halk Partisi    |
| 4                         |      | Mustafa Abdülhalik Renda | 1. März 1935      | 5. August 1946     | Cumhuriyet Halk Partisi    |
| 5                         |      | Kâzım Karabekir          | 5. August 1946    | 26. Januar 1948    | Cumhuriyet Halk Partisi    |
| 6                         |      | Ali Fuat Cebesoy         | 30. Januar 1948   | 1. November 1948   | Cumhuriyet Halk Partisi    |
| 7                         |      | Şükrü Saracoğlu          | 1. November 1948  | 22. Mai 1950       | Cumhuriyet Halk Partisi    |
| 8                         |      | Refik Koraltan           | 22. Mai 1950      | 27. Mai 1960       | Demokrat Parti             |
| Haus der Abgeordneten     |      |                          |                   |                    |                            |
| 9                         |      | Kâzım Orbay              | 9. Januar 1961    | 26. Oktober 1961   | parteilos                  |
| Nationale Versammlung     |      |                          |                   |                    |                            |
| 10                        |      | Fuat Sirmen              | 1. November 1961  | 10. Oktober 1965   | Cumhuriyet Halk Partisi    |
| 11                        |      | Ferruh Bozbeyli          | 22. Oktober 1965  | 1. November 1970   | Adalet Partisi             |
| 12                        |      | Sabit Osman Avcı         | 26. November 1970 | 14. Oktober 1973   | Adalet Partisi             |
| 13                        |      | Kemal Güven              | 18. Dezember 1973 | 5. Juni 1977       | parteilos                  |
| 14                        |      | Cahit Karakaş            | 17. November 1977 | 12. September 1980 | Cumhuriyet Halk Partisi    |
| Beratende Versammlung     |      |                          |                   |                    |                            |
| 15                        |      | Sadi Irmak               | 27. Oktober 1981  | 4. Dezember 1983   | parteilos                  |
| Große Nationalversammlung |      |                          |                   |                    |                            |
| 16                        |      | Necmettin Karaduman      | 4. Dezember 1983  | 29. November 1987  | Anavatan Partisi           |
| 17                        |      | Yıldırım Akbulut         | 24. Dezember 1987 | 9. November 1989   | Anavatan Partisi           |
| 18                        |      | İsmet Kaya Erdem         | 21. November 1989 | 20. Oktober 1991   | Anavatan Partisi           |
| 19                        |      | Hüsamettin Cindoruk      | 16. November 1991 | 1. Oktober 1995    | Doğru Yol Partisi          |
| 20                        |      | İsmet Sezgin             | 18. Oktober 1995  | 24. Dezember 1995  | Doğru Yol Partisi          |
| 21                        |      | Mustafa Kalemli          | 25. Januar 1996   | 30. September 1997 | Anavatan Partisi           |
| 22                        |      | Hikmet Çetin             | 16. Oktober 1997  | 18. April 1999     | Cumhuriyet Halk Partisi    |
| 23                        |      | Yıldırım Akbulut         | 20. Mai 1999      | 30. September 2000 | Anavatan Partisi           |
| 24                        |      | Ömer İzgi                | 18. Oktober 2000  | 3. November 2002   | Milliyetçi Hareket Partisi |
| 25                        |      | Bülent Arınç             | 19. November 2002 | 22. Juli 2007      | Adalet ve Kalkınma Partisi |
| 26                        |      | Köksal Toptan            | 9. August 2007    | August 2009        | Adalet ve Kalkınma Partisi |
| 27                        |      | Mehmet Ali Şahin         | 5. August 2009    | 7. Juli 2011       | Adalet ve Kalkınma Partisi |
| 28                        |      | Cemil Çiçek              | 7. Juli 2011      | 1. Juli 2015       | Adalet ve Kalkınma Partisi |
| 29                        |      | İsmet Yılmaz             | 1. Juli 2015      | 1. November 2015   | Adalet ve Kalkınma Partisi |
| 30                        |      | İsmail Kahraman          | 22. November 2015 | 7. Juli 2018       | Adalet ve Kalkınma Partisi |
| 31                        |      | Binali Yıldırım          | 12. Juli 2018     | 18. Februar 2019   | Adalet ve Kalkınma Partisi |
| 32                        |      | Mustafa Şentop           | 24. Februar 2019  | 2. Juni 2023       | Adalet ve Kalkınma Partisi |
| 33                        |      | Numan Kurtulmuş          | 7. Juni 2023      | aktuell im Amt     | Adalet ve Kalkınma Partisi |

| Legende: | CHP | DP | AP | ANAP | DYP | MHP | AK Partei | parteilos |